# Ferbac
Ferbac est une série télévisée française en 6 épisodes de 90 minutes, créée par Alain Demouzon et diffusée entre le 13 février 1991 et le 16 décembre 1994 sur Antenne 2.

## Synopsis
Cette série met en scène les enquêtes que mène, à titre privé, Éric Ferbac, un lieutenant-colonel de gendarmerie.
Éric Ferbac est détaché au Service d'information et de relations publiques (Sirpa) de la gendarmerie. Il débute chaque épisode en grand uniforme, chargé d'une mission de représentation, le plus souvent en province. Mais, bien vite, les circonstances l'amènent à abandonner l'uniforme pour agir en pékin, dans un contexte familial ou amical.
Le monde de ses enquêtes est celui des drames familiaux, des passions paysannes, des tragédies intimes. Sa position est davantage celle d'un détective amateur que d'un enquêteur judiciaire (mais il connaît le métier et peut s'appuyer, si nécessaire, sur sa fonction et son grade). C'est par ses qualités  d'écoute, sa disponibilité aux autres et par sa profonde connaissance des âmes, qu'il débusque la vérité. Ce statut inhabituel donne à ses aventures une saveur particulière.

## Distribution
- Jean-Claude Brialy : Le Lieutenant-colonel de gendarmerie Éric Ferbac
- Alain Meneust : Picard, le fidèle chauffeur de Ferbac
- Isabelle Carré : Sandra

## Épisodes
1. Mariage mortel
2. Bains de jouvence
3. Le Crime de Ferbac
4. Le Mal des ardents
5. Le Carnaval des ténèbres
6. Ferbac et le festin de miséricorde

## Commentaires
Lors d'une rediffusion de la série, Jean-Jacques Schleret vantait, dans Le Monde du 2 novembre 1997, « une des plus brillantes collections de la télévision française, qui se démarquait nettement des séries policières de la violence urbaine et des flics de choc »
- Liste des séries policières françaises